# 強零集合
解析学において、強零集合は実数直線の部分集合 A で次の性質を満たすもののことである:
いかなる正の実数の列 (εn) をとっても、それに対して区間の列 (In) であって、全ての n について |In| < εn かつ A が In の和に含まれているものが取れる。(ここで |In| は区間 In の長さである。)
可算集合は強零集合である、そして可算個の強零集合の和も強零集合である。全ての強零集合はルベーグ測度 0 である。カントール集合は不可算でルベーグ測度 0 だが強零集合ではない例の一つである。
ボレル予想とは全ての強零集合は可算であるという命題である。この命題は ZFC から独立であることが知られている。つまりボレル予想は ZFC から証明も反証もできない(ZFC が無矛盾である限り)。シェルピンスキーは連続体仮説(これも今日では ZFC から独立であると知られている)が不可算な強零集合の存在性を導くことを1928年に証明した。1976年にはレイヴァーが強制法の技法を用いてボレル予想が成立する ZFC のモデルを構成した。これらの二つの結果により、ボレル予想の独立性が確立された。
以下の強零集合の特徴づけは1973年に証明された:
集合 A ⊆ R が強零であることは全ての痩集合 M ⊆ R についてA + M ≠ Rとなることと同値である。
この結果は強痩集合(strongly meagre set)の概念との繋がりを確立した。それは次の通り定義される: 
集合 M ⊆ R が強痩であるとは全てのルベーグ零集合 A ⊆ R について A + M ≠ R となることである。
双対ボレル予想とは、全ての強痩集合が可算であるという命題である。この命題もZFCと独立である。